# Виселица

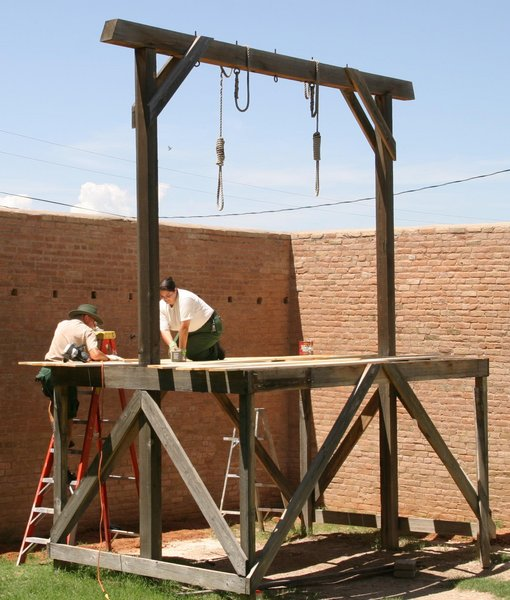
П-образная виселица в Tombstone Courthouse State Historic Park в Аризоне

Т-образные виселицы во время Гражданской войны в России. Повешение австро-венгерскими войсками рабочих Екатеринослава во время австро-германской оккупации в 1918 году

Ви́селица — приспособление (обычно из дерева) для приведения в исполнение смертной казни (умерщвления) человека через повешение (удавление) за шею под собственным весом в затягивающейся петле (удавке).
Согласно словарю В. Даля, Виселица ж. (шибеница, глаголь, костыль) — столб либо два с перекладиной, для казни вешаемых преступников. Там же приводится ещё одно название — рель.
Виселицы бывают Г-образные (глаголь), Т-образные (костыль — редкое наименование и использование) и П-образные (наиболее часто встречающиеся).
В Англии трупы повешенных передавали для вскрытия, где выяснилось, что человек погибает от перелома шейных позвонков практически мгновенно, а смерть от асфиксии наступает через несколько минут и более мучительна. Поэтому с конца XVIII века из «гуманных соображений» в Англии применялись виселицы с длинным падением, достаточным для перелома позвонков, вместо ранее существовавших виселиц с коротким падением.
Очень редко виселица использовалась как инструмент пыток (например, при подвешивании вниз головой или удушения не до смерти). Как средство самосуда виселица также применялась редко, обычно для этого использовались столбы, деревья и т.д. Согласно неписанным нормам («свадьба под виселицей») в Средние века в Европе (и несколько позже) спасти осуждённого на казнь можно было, если кто-то согласится выйти за него замуж (жениться).
В некоторых странах казнь через повешение действует до сих пор. Например, в Иране практикуются публичные казни, где в качестве виселицы используются поднятые стрелы автокранов. Одним из наиболее известных повешений была казнь Саддама Хусейна, которая состоялась 30 декабря 2006 года с 2:30 до 3:00 UTC (6 часов утра по Москве и Багдаду) по приговору суда за убийство 148 шиитов. В США на данный момент только штат Нью-Гемпшир предлагает повешение в качестве варианта казни при исполнении смертного приговора. В штате Вашингтон отменили смертную казнь в октябре 2018 года, таким образом только Нью-Гемпшир остался единственной юрисдикцией США, где теоретически могут повесить приговоренного (последний раз в штате вешали в 1938 году, это была вообще последняя казнь в штате по состоянию на 2018 год). В Нью-Гемпшире также существует смертельная инъекция, ни разу не применявшаяся на практике (ни одной казни с 1938 года, один вынесенный смертный приговор с 1976 года). За период с 1976 года в штате Вашингтоне казнили пять человек, из которых двое были повешены, остальные казнены путем смертельной инъекции. Последний раз в штате Вашингтон повешение применялось в 1994 году. Последним повешенным в США на данный момент является Билли Бэйли, который был осуждён за убийство и казнён в 1996 году в штате Делавэр. В штате Дэлавер смертная казнь в настоящее время признана неконституционной в 2016 году. Повешение в Дэлавере могло применяться к осужденным, если суд присяжных вынес смертный приговор до 1986 года (указ о замене повешения инъекцией не имел обратной силы, всё же закон допускал применение инъекции к такой категории осужденных, если они сами не требовали их повесить), однако таких смертников к 2000-м годам не осталось в камере смертников штата.